# Osłabienie mechanizmu utajonego hamowania
Osłabienie mechanizmu utajonego hamowania  – zaburzenie powodujące dostrzeganie nieważnych pozornie bodźców z otoczenia, wiążące się z predyspozycją do zwiększonej kreatywności, jak i do zaburzeń schizofrenicznych.
Osoby u których występuje to zaburzenie, postrzegają zwykłe przedmioty (np. lampa) podobnie jak zdrowi ludzie. Różnica polega na tym, że zwykli ludzie przetwarzają ogólny obraz lampy, natomiast chorzy przetwarzają wszystko – nóżkę, żarówkę, śrubki itd. Ich mózgi nie odrzucają wyuczonych schematów, przez co przetwarzają niepotrzebne bodźce dotyczące doskonale znanych przedmiotów. Mózgi ludzi zdrowych odrzucają takie informacje, dzięki czemu zachowują równowagę umysłową. U osób o niskiej inteligencji osłabienie mechanizmu utajonego hamowania może prowadzić do rozwoju choroby umysłowej, jednak jeśli ktoś ma wysoki iloraz inteligencji, istnieje szansa na rozwinięcie się wysokiego poziomu twórczej kreatywności.